# Postmix
Een postmix is een systeem waarbij frisdranksiroop wordt gemengd met koolzuurhoudend water (sodawater) tijdens het tappen.
Bij een postmix maakt men gebruik van dozen (bag-in-box) met een inhoud van 5, 10 of 20 liter. De inhoud bestaat niet uit kant en klare frisdrank zoals in blikjes of flessen, maar uit een geconcentreerde siroop (cola, sinas, 7-up, cassis, ice tea, etc.). 
In de postmix-installatie wordt gefilterd (via een koolstoffilter) en gekoeld leidingwater onder druk (ca. 11 bar) vermengd met koolzuurgas. Dit koolzuurhoudende water (sodawater) wordt weer vermengd met de siroop. Het vermengen gebeurt in de tapkraan tijdens het tappen van een glas, doorgaans met een verhouding van 1 deel siroop op 5 delen sodawater. Zowel onderhoudsmonteurs als uitbaters kunnen de mengverhouding echter zelf nog bijregelen. Het gekoelde sodawater circuleert voortdurend langs de siroopleidingen en door de tapzuil. Op deze manier wordt het hele circuit altijd op de juiste temperatuur gehouden. Indien er getapt wordt, zal er koud sodawater uit het circuit worden gehaald om te worden vermengd met de siroop. Dit water wordt vanuit de carbonator (het apparaat waar koolzuurgas en water worden gemengd) weer aangevuld in het sodawatercircuit.
De siroop wordt door middel van een BIB-pomp naar het tappunt gepompt. Deze bag-in-box pomp werkt volgens het drukverschilprincipe. Het inwendige van het pompje heeft diverse kleppen en een zuiger. De pomp werkt met koolzuurgas of luchtdruk en een druk van 3,5 bar. De pomp zal de druk in de aanvoerleiding op 3,5 bar willen houden. Op het moment dat deze druk bereikt is, stopt de pomp met pompen. Als de kraan bediend wordt (meestal een elektromagnetisch bediende klep) worden zowel de sodawater- als de siroopklep geopend. Hierdoor daalt de druk in de siroopaanvoerleiding waardoor het pompje de druk weer op 3,5 bar zal proberen te houden. In de tapkraan zit een regelaar die de druk van de siroop constant houdt. Aangezien de verhouding circa 1 op 5 bedraagt, is er beduidend minder siroop nodig dan sodawater. De siroop zal dan ook langzaam in het glas stromen. Dit heeft tot gevolg dat de druk in de aanvoerleiding langzaam daalt. Het pompje zal hierdoor maar af en toe een pompslag maken. Als de BIB-doos leeg is, ontstaat er aan de siroopaanvoerleiding een vacuüm. Het sirooppompje kan geen vacuüm aan, waardoor deze stopt met pompen. Het gevolg is dat er geen siroop meer verpompt wordt, dus komt er alleen sodawater uit de kraan. Hierdoor is er geen verlies van (kostbare) siroop. Na het aansluiten van een nieuwe BIB-doos kan er weer gewoon getapt worden. Het is mogelijk om via een omschakelaar twee dozen aan te sluiten op 1 pomp. Indien er een vacuüm optreedt in aanvoerleiding vanaf de BIB-doos, schakelt de omschakelaar automatisch over naar het andere sirooppak. Hierna volstaat het om de lege BIB-pak te vervangen voor een volle. Zodra de andere BIB-pak leeg is, wordt automatisch omgeschakeld naar het nieuwe pak.
Bij sommige dranken wordt geen koolzuurgas toegevoegd. Dit is meestal bij vruchtensappen het geval. De door Vrumona (Pepsi) en Cola Cola Enterprise gebruikte tapzuilen zijn niet geschikt voor het tappen van een "platte" drank op 1 kraan (dus zonder koolzuur in het water). 
De inhoud van een BIB-pak is voldoende voor de bereiding van een paar honderd glazen waardoor het voor een horecaondernemer economischer wordt dan wanneer deze met flesjes werkt (een pak van 10 liter siroop geeft 60 liter frisdrank, bij een verhouding van 1 op 5).
Het tappen van de frisdrank kan op verschillende manieren gebeuren:
- tappistool
- tapzuil met 2, 3, 5 of 6 smaken met een lepelbediening (glas tegen een spatel duwen om te tappen)
- tapzuil met 2 ... 6 smaken met een duimtoetsbediening (glas onder de tuit, drukken op de toets)
- tapzuil met 2 ... 6 smaken met 3 volumes (glas onder de tuit, drukken om S, M of L voor volume, iedere handeling wordt geregistreerd).